# Čingischán
Čingischán (též Čingizchán, Džingischán, nebo Džingis-chán (lze volně přeložit jako velký vládce), rodným jménem Temüdžin) byl sjednotitelem mongolských kmenů, prvním Velkým chánem Mongolů a jedním z nejslavnějších vojevůdců a dobyvatelů a zakladatel největší pozemní říše v historii lidstva. Narozen pravděpodobně v roce 1162 (nebo 1155, 1161 či 1167), zemřel 18. srpna 1227. Pocházel z klanu Bordžiginů.

## Život a vláda

### Cesta k moci
Čingischánovým otcem byl Jesügej, vůdce jednoho z mongolských kmenů. V roce 1175 byl zavražděn Tatary. Mladý Temüdžin byl posléze svým vlastním kmenem vyhnán a stal se spolu se svou rodinou kočovníkem, podle Tajné kroniky Mongolů byl také načas uvrhnut do otroctví. Když se ve svých 20 letech oženil s Börte, vysoce postavenou ženou z kmene Kereitů, Temüdžinova společenská pozice tím značně vzrostla. Následně se stal silným kmenovým vůdcem. Zprávy o Temüdžinově spojenectví s částečně christianizovanými Kereity (viz Nestoriánství) se dostaly až do Evropy, kde se také šířila fáma, že Temüdžin je bájný kněz Jan.
Později byl Temüdžinův kmen přepaden sousedními Merkity a Börte unesena; spojil se tedy s mongolskými vůdci Tooril-chánem a Džamuchou a nepřátele porazil. Se žárlivým Džamuchou se následně dostal do mocenského sporu o výsadní politické postavení mezi Mongoly. Temüdžin společně s Tooril-chánem nakonec nad Džamuchou zvítězil. Tím si získal dominantní pozici mezi všemi mongolskými kmeny.
V roce 1198 se Temüdžinovi podařilo porazit sousední kmeny Tatarů. V roce 1202 se vypořádal i s odpůrci v řadách Mongolů, včetně Džamuchy, kterého poté nechal popravit. V tomtéž roce zcela rozdrtil Tatary a z větší části je vyhladil. Roku 1203 porážkou svého bývalého přítele Tooril-chána (jindy titulovaného Ong-chán) odstranil zbytky vojenské opozice mezi kmeny.

### Velkým chánem

Čingischánova tažení

V roce 1206 byl všemi vůdci mongolských kmenů na Velkém mongolském sněmu (tzv. Kurultaj) jmenován Čingischánem, v překladu velkým (světovým) vladařem, doslovný překlad neomezený vládce, ve středoasijských, především turkických jazycích znamená slovo čingiz moře a v přeneseném významu nekonečno (odtud mj. ruská bájná postava mořského cara), a chán neboli král se stal prvním Velkým chánem všech Mongolů (Cha-han). Za svoje sídelní město ustanovil Karakorum (v dnešním východním Mongolsku).
Pravděpodobně díky vnitřním sociálním problémům zahájil v roce 1211 Čingischán mohutnou vojenskou expanzi, která ve výsledku znamenala dobytí Číny, Střední Asie, Persie a dalších území.
Čingischánova vojska pronikla roku 1213 na pěti místech Velkou čínskou zdí a zaútočila na říši Ťin v severní Číně. Mongolové porazili hlavní síly nepřítele a v roce 1215 se zmocnili dnešního Pekingu, který nechali vyplenit. Ťinský císař, Süan-cung uprchl s dvorem do Kchaj-fengu, kde Ťinové Mongolům vzdorovali až do roku 1234.

### Zničení karakitanské a chorezmské říše
Proti rychlé mongolské ofenzivě se postavila karakitanská říše (Západní říše Liao, ležící ve Střední Asii), byla však do roku 1217 smetena vedlejšími oddíly Čingischánových vojsk a její poslední chán Kučlug byl roku 1218 popraven. Čingischán dále pokračoval v tažení na západ se čtyřmi armádami, třem z nich veleli jeho synové Ögödej, Džuči a Čaadaj. V letech 1218–1224 se zmocnili Chorezmské říše, jejíž šáh Aláuddín Muhammad je neuváženě vyprovokoval k útoku, a dobyli její centra Samarkand, Bucharu a Chorezmu (v dnešním Uzbekistánu). Říše, která do té doby zažívala velký politický i ekonomický rozkvět, byla zničena a velká část obyvatelstva pozabíjena. Šáh prchal před Čingischánovými válečníky Sübeetejem a Džebem až ke Kaspickému moři, kde v roce 1221 zahynul.
Mezitím se Muhammadův syn, šáh Džellaluddín (Jallaluddín, Jalal), při řece Indus pokusil Mongolům vzdorovat a roku 1221 vytvořil novou armádu, se kterou se mu zprvu podařilo vyhrát nad nepočetnými vedlejšími mongolskými oddíly. Hlavní síly vedené Čingischánem však brzy přinutily Džellaluddínovo vojsko na břehu Indu k ústupu, sám Džellaluddín uprchl skokem ze skály do řeky. Čingischán poté rozkázal prohledat celou severozápadní Indii, ale Džellaludín nalezen nebyl. Nakonec utekl do Persie.

### Tažení do Evropy
Zatímco Čingischán setrvával v oblasti Střední Asie, mongolští vojevůdci Sübeetej a Džebe si mezitím razili cestu do Evropy. Po vítězných bitvách roku 1221 v dnešním Ázerbájdžánu a Arménii zamířili přes Kavkaz na sever k řece Kubáň, kde porazili turkické Kumány (Polovce, Kipčaky) a zmocnili se okolního území až k severnímu břehu Kaspického moře.
Přemístili se pak směrem k Azovskému moři, kde na řece Kalce roku 1223 zcela rozdrtili spojená vojska Kumánů a ruských knížat v čele s kyjevským velkoknížetem Mstislavem III. (Mstislav Mstislavič Haličský), zajatá knížata Mongolové údajně umučili v průběhu hostiny na oslavu vítězství. Vítězná vojska se přesunula na Krym a posléze na Ukrajinu, záhy se ale stáhla a zamířila směrem k hlavním silám Čingischánovým. Džebe na cestě zpátky zemřel.

### Dobývání v Číně
Čingischán se po definitivní porážce nepřítele na západě zaměřil na zničení dynastie Západní Sia v severní Číně. Na zamrzlé řece Jang-c' Mongolové čínské vojsko na hlavu porazili. Čingischán pak opět vytáhl proti severočínské dynastii Ťin, v roce 1227 v průběhu tohoto tažení zemřel. Příčinou byl patrně dýmějový mor.
O místě Čingischánova hrobu existují četné legendy, ve skutečnosti je ale lokalita dosud zcela neznámá. Vlády obrovské Mongolské říše, vytvořené Čingischánem, se ujal jeho syn Ögödej.

### Úspěch a následky mongolského tažení
Úspěšná překonání nepřátel, které Čingischán a jeho vojevůdci porazili, záleželo na perfektní organizovanosti mongolské armády, její nezvykle velké mobilitě, okamžité připravenosti mongolského vojáka k boji, jež se nevylučovala s jeho kočováním v době míru, dále nepřekonatelném umění mongolských jezdců a lučištníků, konečně také na znalosti taktických a strategických postupů (včetně propracované vojenské špionáže), které Mongolové postupně získávali při svém dobývání. Některé zdroje uvádějí, že při výbojích Čingischána a jeho potomků zemřelo při bojích, masakrech a hladomorech 37–60 milionů lidí (zhruba 11 % tehdejší světové populace), populace Číny klesla během 50 let mongolské vlády až o polovinu.
Úplnému ovládnutí Evropy zřejmě zabránilo období silných dešťů, které proměnilo podunajské a polské nížiny v bahnitý terén, který byl pro jízdní oddíly neschůdný.
Mongolská říše, kterou po sobě Čingischán zanechal, měla propracovaný a pevně zavedený správní systém (Jasa – ustanovení zákonů) a byla vnitřně dostatečně jednotná. I když následně došlo k jejímu rozpadu, nástupnické (veskrze dynastické) státy ovládané potomky Čingischána přetrvaly několik staletí. Poslední z nich, Krymský chanát, zanikl až koncem 18. století.
Pchaj-ca – kovová destička s vyrytým Temudžinovým příkazem k volnému průjezdu, vládcové jednotlivých území byli povinni majiteli poskytnout útočiště a vybavení (např. čerstvé koně)
Billig – sbírka Temudžinových výroků

## Potomci Čingischána
1. Džoči (Jochi), jeho synové byli Udur, Šejbají a Batú, který založil Zlatou hordu ve východní Evropě a západní Asii
2. Čaadaj (Jagathai, Čagataj), zakladatel středoasijského čagatajského chanátu, syn Bürte
3. Ögödej (Ögedej, Otkaj), v letech 1227–1241 Velkým chánem, vládce v Mongolsku a severní Číně, jeho synové byli Güjük, Velkým chánem 1246–1248, a Kadan
4. Tolujchán (Tolui), vládce východního Mongolska, jeho synové byli Kublaj (Burgidžin, Chubilaj, Budžek), Velký chán 1259–1294 a zakladatel dynastie Jüan v Číně, Möngke, Velkým chánem 1251–1259, a Hulagu, zakladatel říše ílchánů v Persii

Díky moderním metodám genetického výzkumu bylo jednou studií na 2 123 mužích z roku 2003 objeveno, že v současnosti žije asi 16 milionů mužských nositelů jeho alel (1:200), tedy jeho přímých potomků. Sama studie ale dodává „if our sample is representative“. Závěry byly označeny za spekulativní.
V rámci objektivity je nutné dodat, že původcem genetického znaku, tzv. hvězdicové aeoly[zdroj?] může být i jeho otec, popř. děd, což by bylo možné definitivně rozhodnout po získání genetického materiálu, který by prokazatelně pocházel z jeho ostatků. Vzhledem k jeho životopisu je však rozšíření znaku Temüdžinem téměř jisté (měl asi 600 oficiálních konkubín)[zdroj?]. Jeho hrob však dosud nalezen nebyl.

## Prameny
Tajná kronika Mongolů (někdy uváděna jako Tajná historie Mongolů či Tajná zpráva Mongolů) – historie Čingischánovy rodiny a jeho života. Byla dokončena v červenci roku 1228 a je nejcennějším autentickým spisem o Čingischánovi a jeho době. V Československu byla vydána péčí vydavatelství SNK Praha v roce 1955, přeložená dr. Pavlem Pouchou.

## Odraz v kultuře
Čingischánův život je tématem následujících filmů:
- Čingischán (Genghis Khan), USA 1966, Režie: Henry Levin; Hrají: Omar Sharif (Temüdžin), Françoise Dorléac (Bortei), Stephen Boyd, James Mason
- Mongol (Монгол), Kazachstán 2007, Režie: Sergei Bodrov; Hrají: Tadanobu Asano (Temüdžin), Amadu Mamadakov, Honglei Sun, Ying Bai